# The Falcon and the Winter Soldier
The Falcon and the Winter Soldier ist eine US-amerikanische Fernsehserie über die titelgebenden Hauptfiguren Falcon und Winter Soldier innerhalb des Marvel Cinematic Universe (MCU). Die Erstveröffentlichung erfolgte vom 19. März bis zum 23. April 2021 auf dem Streaminganbieter Disney+.

## Produktion

### Entstehungsgeschichte

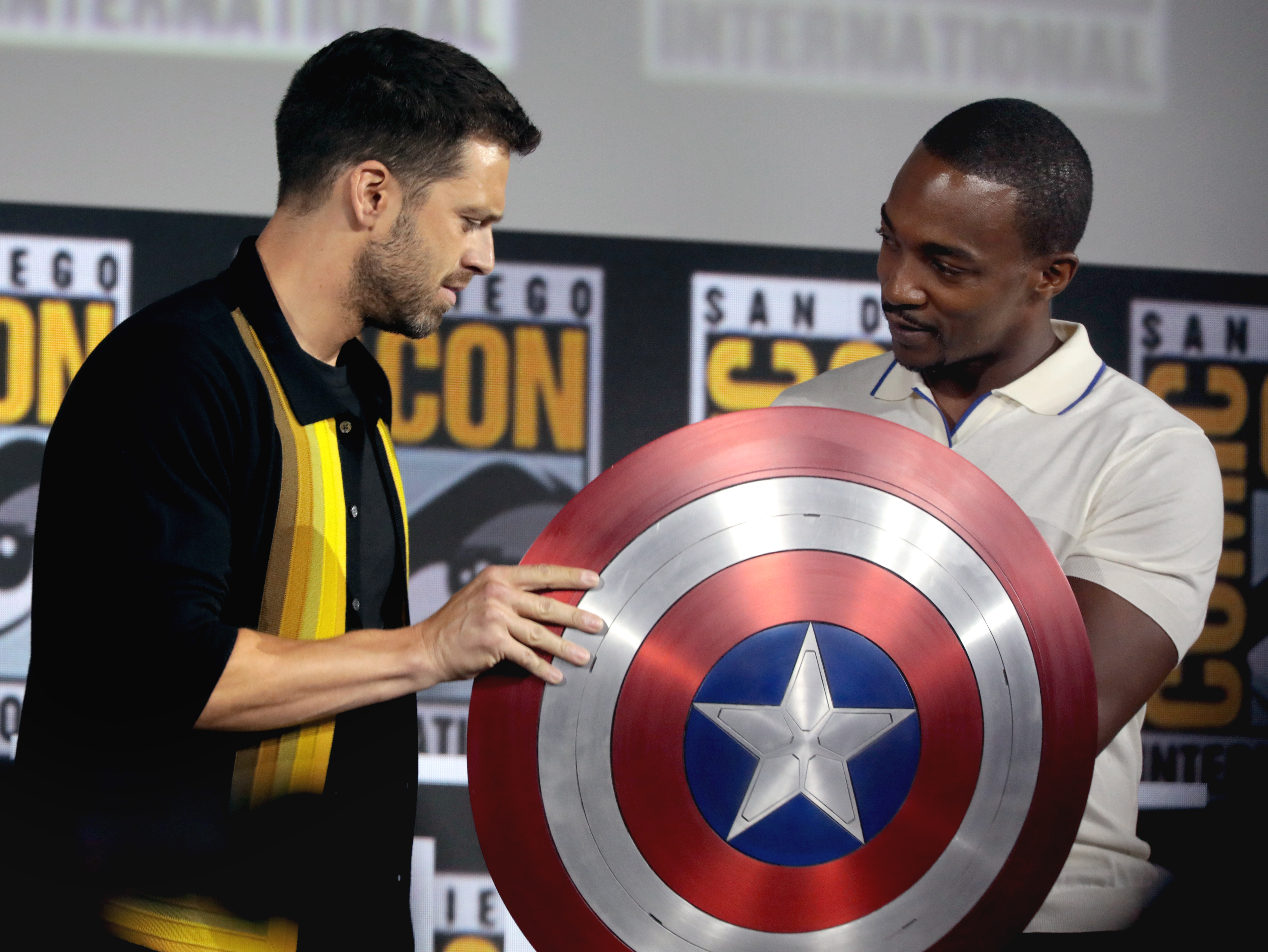
Sebastian Stan und Anthony Mackie gemeinsam auf der San Diego Comic-Con 2019

Ende Oktober 2018 wurde bekannt, dass sich eine eigene Serie über die Figuren Falcon und Winter Soldier auf dem Streamingdienst Disney+ in Entwicklung befand und die bereits aus den MCU-Filmen bekannten Anthony Mackie und Sebastian Stan erneut die Rollen übernehmen sollten. Als Showrunner und Drehbuchautor wurde Malcolm Spellman verpflichtet, der zuvor einige Folgen von Empire schrieb. Unterstützt wurde er von Derek Kolstad, dem Drehbuchautor der John-Wick-Trilogie. Die Serie wurde anders als bisherige Serien im MCU direkt von den Marvel Studios unter der Leitung von Kevin Feige produziert und hatte dazu ein größeres Budget zur Verfügung. Wenn es nach Stan gegangen wäre, hätte man sogar einen eigenen Kinofilm mit beiden Figuren machen können, der wie eine Buddy-Komödie aus den 1980ern oder -90ern hätte werden können. Laut Mackie sollte sich die Serie letztendlich nicht wie ein typischer zweistündiger Superheldenfilm anfühlen, sondern aufgrund der insgesamt sechsstündigen Laufzeit mehr Raum für die tiefgründige Weiterentwicklung der Hauptfiguren bieten. Feige beschrieb die Serie später als eine „relativ bodenständig[e]“ Reflexion der realen Welt. Als Inspiration dienten Werke wie Asphalt-Cowboy, Nur 48 Stunden, Rush Hour oder die Bad-Boys-Filme.
Auf einer Veranstaltung seitens Disney im April 2019 wurde schließlich der offizielle Titel „The Falcon and the Winter Soldier“ sowie der grobe Veröffentlichungstermin im ersten Jahr der Plattform veröffentlicht. Später wurde diese Angabe zunächst auf August 2020 konkretisiert. Dabei sollte Kari Skogland alle sechs Episoden der Serie inszenieren. Inhaltlich sollte auch auf das Ende von Avengers: Endgame eingegangen werden, bei dem Steve Rogers seinen Schild an Sam Wilson übergibt. Zudem sollten Daniel Brühl und Emily VanCamp nach The First Avenger: Civil War erneut als Helmut Zemo und Sharon Carter in Erscheinung treten. Brühls Figur Zemo sollte dabei, zumindest vom Äußeren her, mehr an sein Erscheinungsbild in den Comics angelehnt sein, als es noch in The First Avenger: Civil War der Fall war. Mackie äußerte sich über sein Mitwirken, es sei eine riesige Herausforderung, die populäre Rolle von Chris Evans zu übernehmen. Dabei werde er jedoch nicht einfach „nur halt ein schwarzer Typ“ im bekannten Kostüm sein. Auf der D23 Expo im August 2019 wurde bekannt gegeben, dass Wyatt Russell als U.S. Agent in der Serie auftreten werde. Zudem wurde ein erstes Serienposter veröffentlicht. Im Rahmen der CCXP im Dezember 2019 wurden erste Bilder aus der Serie vorgestellt. Zudem enthüllte Kevin Feige, dass es inhaltlich vor allem um Sam Wilsons neue Aufgabe, der neue Captain America zu sein, gehen werde. Zeitgleich wurde das Mitwirken von Miki Ishikawa und Desmond Chiam an der Serie öffentlich. Anfang 2020 schlossen sich schließlich auch Noah Mills, Carl Lumbly und Clé Bennett der Besetzung an. Später wurde durch Setfotos die Rückkehr von Georges St-Pierre, der zuvor in The Return of the First Avenger den Schurken Georges Batroc verkörperte, sowie das Mitwirken von Erin Kellyman bekannt. Ebenso übernahmen Danny Ramirez und Adepero Oduye Rollen in der Serie. Wenige Wochen vor der Veröffentlichung der Serie bestätigte auch Don Cheadle, dass er erneut als War Machine zu sehen sein werde.

### Dreharbeiten
Die Dreharbeiten begannen am 31. Oktober 2019 unter dem Arbeitstitel Tag Team in den Pinewood Studios in Atlanta. Im Folgemonat erfolgten unter anderem in Barnesville, auf dem Jimmy Carter Boulevard in Georgia und an der Duluth High School in Duluth Aufnahmen. Am 5. Dezember drehte man auf dem Gelände des Fulton County Airports im Fulton County und vom 15. bis zum 17. Dezember 2019 in der Innenstadt von Griffin. Ursprünglich auf Puerto Rico geplante, zweiwöchige Dreharbeiten, die Mitte Januar 2020 starten sollten, wurden aufgrund eines Erdbebens auf der Karibikinsel abgesagt. Stattdessen drehte man vom 4. bis zum 6. Januar 2020 im Sweetwater Creek State Park nahe Douglasville, in der Nacht zum 11. Januar im Krog Street Tunnel in Atlanta, am 15. Januar im Lost Place Pullman Yard in Kirkwood, einem Stadtteil von Atlanta, und am 24. Januar 2020 in Griffin. Im darauffolgenden Monat erfolgten vom 4. bis zum 12. Februar Aufnahmen auf der Dobbins Air Reserve Base in Marietta und am 14. Februar in Newnan. Zwischen dem 25. und 27. Februar 2020 entstanden weitere Szenen an einem Gerichtsgebäude in Decatur. Am 6. März 2020 begonnene Filmaufnahmen in Prag mussten aufgrund der COVID-19-Pandemie am 10. März vorzeitig abgebrochen werden. Die Zwangspause wurde dafür genutzt, mit dem Schnitt des bereits gedrehten Materials zu beginnen. Erst im September 2020 wurden die Dreharbeiten in Atlanta fortgesetzt, im darauffolgenden Monat kehrte man auch nach Prag zurück, das als Kulisse für Lettland, Polen, die Schweiz und Tunesien diente. Unter anderem wurde in der tschechischen Hauptstadt im Benediktinerinnenkloster St. Gabriel, im Palais Lucerna und in der Kasárna Karlín gedreht. Weitere Aufnahmen entstanden auf den Friedhöfen Olšany. Am 22. Oktober 2020 wurden die Dreharbeiten in Prag abgeschlossen und im Folgemonat in Atlanta fortgesetzt. Als Szenenbildner fungierte Ray Chan, der diese Aufgabe bereits bei Thor – The Dark Kingdom, Guardians of the Galaxy, Avengers: Age of Ultron, Doctor Strange, Avengers: Infinity War sowie den Nachdrehs zu Avengers: Endgame übernahm. Als VFX Supervisor wurde
Eric Leven verpflichtet.

## Besetzung und Synchronisation
Die deutsche Synchronisation entstand nach einem Dialogbuch von Robin Kahnmeyer, Björn Schalla sowie Klaus Bickert und unter der Dialogregie von Kahnmeyer, Schalla und Patrick Roche im Auftrag von FFS Film- & Fernseh-Synchron.
| Rolle                                          | Schauspieler           | Hauptrolle (Folgen)  | Nebenrolle (Folgen) | Synchronsprecher                                    |
| ---------------------------------------------- | ---------------------- | -------------------- | ------------------- | --------------------------------------------------- |
| Sam Wilson / Falcon / Captain America          | Anthony Mackie         | 1.01–1.06            |                     | Stefan Günther                                      |
| James Buchanan „Bucky“ Barnes / Winter Soldier | Sebastian Stan         | 1.01–1.06            |                     | Björn Schalla                                       |
| John Walker / Captain America / U.S. Agent     | Wyatt Russell          | 1.01–1.06            |                     | Marcel Collé                                        |
| Karli Morgenthau                               | Erin Kellyman          | 1.01–1.06            |                     | Giovanna Winterfeldt                                |
| Joaquin Torres                                 | Danny Ramirez          | 1.01–1.03, 1.05–1.06 |                     | Julian Tennstedt                                    |
| Sarah Wilson                                   | Adepero Oduye          | 1.01, 1.03–1.06      |                     | Magdalena Helmig                                    |
| Georges Batroc                                 | Georges St-Pierre      | 1.01, 1.05–1.06      |                     | Benoit Pitre                                        |
| Col. James „Rhodey“ Rhodes / War Machine       | Don Cheadle            | 1.01                 |                     | Dietmar Wunder                                      |
| Baron Helmut Zemo                              | Daniel Brühl           | 1.02–1.06            |                     | Daniel Brühl                                        |
| Sharon Carter / Power Broker                   | Emily VanCamp          | 1.03–1.06            |                     | Magdalena Turba                                     |
| Ayo                                            | Florence Kasumba       | 1.03–1.05            |                     | Annabelle Mandeng                                   |
| Valentina Allegra de Fontaine                  | Julia Louis-Dreyfus    | 1.05–1.06            |                     | Silvia Mißbach                                      |
| Dovich                                         | Desmond Chiam          |                      | 1.01–1.06           | Florian Clyde                                       |
| Gigi                                           | Dani Deette            |                      | 1.01–1.06           |                                                     |
| DeeDee                                         | Indya Bussey           |                      | 1.01–1.06           |                                                     |
| Dr. Christina Raynor                           | Amy Aquino             |                      | 1.01–1.02, 1.06     | Daniela Hoffmann                                    |
| Cass Wilson                                    | Chase River McGhee     |                      | 1.01, 1.05–1.06     | Vicco Clarén                                        |
| AJ Wilson                                      | Aaron Haynes           |                      | 1.01, 1.05–1.06     | Carlo Clarén                                        |
| Senator                                        | Alphie Hyorth          |                      | 1.01, 1.05–1.06     | Stefan Gossler                                      |
| Carlos                                         | Charles Black          |                      | 1.01, 1.05          |                                                     |
| Yori Nakajima                                  | Ken Takemoto           |                      | 1.01, 1.06          | Chiaki Ikuta                                        |
| Leah                                           | Miki Ishikawa          |                      | 1.01, 1.06          | Katharina Schwarzmaier                              |
| Kreditberater                                  | Vince Pisani           |                      | 1.01                | Lasse Dreyer                                        |
| Lennox                                         | Renes Rivera           |                      | 1.02–1.06           |                                                     |
| Diego                                          | Tyler Dean Flores      |                      | 1.02–1.06           |                                                     |
| Lemar Hoskins / Battlestar                     | Clé Bennett            |                      | 1.02–1.05           | Marios Gavrilis                                     |
| Nico                                           | Noah Mills             |                      | 1.02–1.05           | Dennis Herrmann (1.02–1.03) Florian Hoffmann (1.04) |
| Isaiah Bradley                                 | Carl Lumbly            |                      | 1.02, 1.05–1.06     | Uli Krohm                                           |
| Eli Bradley                                    | Elijah Richardson      |                      | 1.02, 1.05–1.06     | Kaze Uzumaki                                        |
| Olivia Walker                                  | Gabrielle Byndloss     |                      | 1.02, 1.05–1.06     | Laurine Betz                                        |
| Matias                                         | Ness Bautista          |                      | 1.02                | Mario Klischies                                     |
| Alonso Barber                                  | Mike Ray               |                      | 1.02                |                                                     |
| Donya Madani                                   | Veronica Falcón        |                      | 1.03–1.04           |                                                     |
| Oeznik, Zemos Butler                           | Nicholas Pryor         |                      | 1.03, 1.06          | Freimut Götsch                                      |
| Dr. Wilfred Nagel                              | Olli Haaskivi          |                      | 1.03                | Dirk Stollberg                                      |
| Selby                                          | Imelda Corcoran        |                      | 1.03                | Traudel Sperber                                     |
| Rudy                                           | Neal Kodinsky          |                      | 1.03                |                                                     |
| Nomble                                         | Janeshia Adams-Ginyard |                      | 1.04–1.05           |                                                     |
| Yama                                           | Zola Williams          |                      | 1.04–1.05           |                                                     |
| Premierministerin Lacont                       | Salem Murphy           |                      | 1.05–1.06           |                                                     |
| Ayla Perez                                     | Jane Rumbaua           |                      | 1.05–1.06           |                                                     |
| Lemars Mutter                                  | Tara Warren            |                      | 1.05                | Anna Dramski                                        |
| Lemars Vater                                   | Antonio D. Charity     |                      | 1.05                | Wolfgang Wagner                                     |
| Lemars Schwester                               | Shenai Hylton          |                      | 1.05                |                                                     |

## Marketing und Veröffentlichung
Ein erster Teaser, der ebenso Szenen von WandaVision und Loki enthielt, wurde am 2. Februar 2020 im Rahmen des Super Bowl LIV ausgestrahlt; ein Langtrailer folgte am 10. Dezember 2020 beim Disney Investor Day. Der zweite Trailer, welcher im Zuge des Super Bowl LV erschien, konnte binnen 24 Stunden nach Veröffentlichung plattformübergreifend 125 Millionen Aufrufe verzeichnen, was zuvor keiner anderen Streamingserie gelang. Am 5. und am 12. März 2021 erschienen jeweils zwei Folgen der Serie Legends, die in Vorbereitung auf The Falcon and the Winter Soldier die bisherigen Auftritte der Figuren Sam Wilson, Bucky Barnes, Sharon Carter und Helmut Zemo im Marvel Cinematic Universe zusammenfassen.
Die ursprünglich für August 2020 geplante Erstveröffentlichung der Serie musste aufgrund der COVID-19-Pandemie auf den 19. März 2021 verschoben werden. Dadurch wurde The Falcon and the Winter Soldier zur zweiten von den Marvel Studios produzierten Serie innerhalb von Phase Vier des Marvel Cinematic Universe. Die Veröffentlichung der einzelnen Folgen auf Disney+ erfolgte dabei im Wochenrhythmus bis zum 23. April 2021. Sieben Tage später erschien beim Streamingdienst mit Making of The Falcon and The Winter Soldier, der zweiten Episode der Dokumentarserie Marvel Studios: Gemeinsam Unbesiegbar, ein einstündiges Making-of zur Serie mit Interviews verschiedener Beteiligter.

## Episodenliste
Jede Folge wurde weltweit am selben Tag auf Disney+ erstveröffentlicht. Alle Episoden wurden unter der Regie von Kari Skogland gedreht.
| Nr. | Deutscher Titel           | Originaltitel               | Erstveröffentlichung | Drehbuch                        |
| --- | ------------------------- | --------------------------- | -------------------- | ------------------------------- |
| 1 | Eine neue Welt            | New World Order             | 19. März 2021        | Malcolm Spellman                |
| Sechs Monate nach dem sogenannten Blip, bei dem die Hälfte der Menschheit durch die Avengers zurückgebracht wurde, arbeitet Sam Wilson für die U.S. Air Force. Er erhält den Auftrag, in Tunesien ein Flugzeug mit einem entführten Militäroffizier zu befreien. Wie sich herausstellt, ist Georges Batroc der Anführer der Entführer, der zusammen mit seinen Gefolgsleuten und der Zielperson per Wingsuit das Flugzeug verlässt, als dieses von Sam angegriffen wird. Sam verfolgt die Terroristen daraufhin bis an die libysche Grenze, wo er den Militäroffizier befreien kann. Sam kehrt daraufhin nach Washington, D.C. zurück, wo er in Anwesenheit von James Rhodes den Schild von Captain America an dessen Museum übergibt, da es laut seiner Ansicht nicht ihm gehöre. Zeitgleich besucht Bucky Barnes Sitzungen bei einer Psychologin, nachdem er von der US-amerikanischen Regierung für seine Vergehen begnadigt wurde. Ziel der Gespräche ist es, dass Bucky mit seiner Vergangenheit abschließt, neue soziale Kontakte knüpft und so schließlich rehabilitiert werden kann. So macht er später zur Kellnerin Leah erste Annäherungsversuche. Sam sucht währenddessen seine Schwester Sarah auf, die das Fischerboot, auf dem beide in ihrer Kindheit aufgewachsen sind, aus Geldnot verkaufen möchte. Sam kann sie davon überzeugen, es stattdessen mit einem Kredit einer Bank zu versuchen. Da Sam jedoch vom Blip betroffen war, so in den vergangenen fünf Jahren nicht arbeiten konnte und daher kein Einkommen hatte, will die Bank sie nicht unterstützen. Sam wird stattdessen kurz darauf von Joaquin Torres kontaktiert, mit dem er zuvor schon in Tunesien zusammengearbeitet hat. Torres berichtet ihm von der neuen, anarchistischen Gruppierung „Flag Smashers“, die eine Welt wie während des Blips wiederherstellen möchte. Gleichzeitig sieht Wilson im Fernsehen, wie das Verteidigungsministerium einen neuen Captain America vorstellt und dabei sogar dessen Schild getragen wird. |                           |                             |                      |                                 |
| 2 | Der Sternenbanner-Mann    | The Star-Spangled Man       | 26. März 2021        | Michael Katelein                |
| Bucky und Sam verfolgen im Fernsehen die Captain-America-Vorstellung des Soldaten John Walker, der bereits dreimal mit der Medal of Honor ausgezeichnet wurde. Als Bucky daraufhin Sam aufsucht und ihn konfrontiert, warum er den Schild abgegeben habe, gibt dieser an, zurzeit Wichtigeres zu tun zu haben. So erzählt Sam von den Flag Smashers, woraufhin sich Bucky ihm auf seiner Reise nach München anschließt. In Deutschland sehen sich beide mit acht Super-Soldaten der Gruppierung konfrontiert, die Impfstoff schmuggeln. Als es zu einem Kampf auf zwei fahrenden Lastkraftwagen kommt, erhalten beide ungebetene Unterstützung vom auftauchenden John Walker und dessen Partner Lemar Hoskins. Trotzdem sind alle vier im Kampf deutlich unterlegen, weshalb ihnen die Flag Smashers entwischen. Walker bietet Sam und Bucky daraufhin eine Zusammenarbeit an, doch beide wollen nicht die Helfer des neuen Captain America sein. Stattdessen suchen Sam und Bucky in Baltimore Isaiah Bradley auf, einen Super-Soldaten, gegen den Bucky im Koreakrieg kämpfte. Beide wollen vom älteren Herren wissen, wo die Super-Soldaten herkommen, werden von Isaiah jedoch herausgeschmissen. Bucky wird daraufhin von der örtlichen Polizei verhaftet, da er seine verpflichtenden Therapiestunden versäumt hat. Nachdem er von Walker aus dem Gefängnis geholt wurde, nimmt er zusammen mit Sam an einer Sitzung seiner Therapeutin Dr. Raynor teil, wo sich beide auf eine vorübergehende Partnerschaft verständigen. Im Anschluss lehnen sie erneut die Zusammenarbeit mit Walker ab und entscheiden sich stattdessen, den in Deutschland im Gefängnis sitzenden Helmut Zemo befragen zu wollen. Gleichzeitig werden die Flag Smashers in der Slowakei von Männern des sogenannten „Power Brokers“ verfolgt. |                           |                             |                      |                                 |
| 3 | Power Broker              | Power Broker                | 2. Apr. 2021         | Derek Kolstad                   |
| Bucky kann mit dem in Berlin im Gefängnis sitzenden Helmut Zemo eine vorübergehende Partnerschaft vereinbaren, da beide ihre Ablehnung gegenüber Super-Soldaten teilen. Mit Buckys Hilfe kann Zemo aus dem Gefängnis entkommen, woraufhin beide zusammen mit Sam nach Madripoor, einem Inselstaat im Malaiischen Archipel, fliegen. Dort nehmen sie mit falschen Identitäten Kontakt zur ansässigen Selby auf, die ihnen offenbart, dass das Super-Soldatenserum in Madripoor vom Wissenschaftler Dr. Wilfred Nagel reproduziert wurde. Kurz darauf lässt ein Anruf von Sarah Wilson die geheimen Identitäten auffliegen, woraufhin es zum Kampf kommt, in dem Selby von Unbekannten getötet wird. In Madripoor wird daraufhin vom Power Broker, dem diktatorischen Herrscher des Inselstaates, ein Kopfgeld auf Sam, Bucky sowie Zemo ausgesetzt und nur mithilfe der unerwartet auftauchenden Sharon Carter können die drei untertauchen. Sharon flüchtete nach ihrem Landesverrat nach Madripoor, baute sich dort ein Standbein als Kunsthändlerin auf und findet nun durch ihre Kontakte den Aufenthaltsort von Dr. Nagel heraus. Dieser offenbart widerwillig, dass er das Serum mithilfe einer Blutprobe von Isaiah Bradley für den Power Broker verbessern konnte, die 20 Injektionen ihm allerdings von den Flag Smashers rund um Karli Morgenthau gestohlen wurde. Nachdem Dr. Nagel diese Informationen geteilt hat, erschießt Zemo ihn. Während Sharon daraufhin entscheidet, in Madripoor zu bleiben, beschließen Sam, Bucky und Zemo, in Riga nach Karli zu suchen. Vor Ort taucht allerdings auch Ayo aus Wakanda auf, die es auf Zemo abgesehen hat. |                           |                             |                      |                                 |
| 4 | Die gesamte Welt sieht zu | The Whole World is Watching | 9. Apr. 2021         | Derek Kolstad                   |
| Ayo gewährt Bucky Zeit, bevor die Dora Milaje aus Wakanda Zemo in wenigen Stunden holen werden. Sam, Bucky und Zemo suchen in Riga ein Flüchtlingscamp auf, wo sie Informationen über den möglichen Aufenthaltsort von Karli bekommen. Im Anschluss fangen Walker und Hoskins das Trio ab und schließen sich ihm an. Sam fordert, zunächst allein mit Karli sprechen zu können, da diese um ihre kürzlich verstorbene Ziehmutter Donya Madani trauert, er sich schon früher um traumatisierte Soldaten gekümmert hat und hofft, sie in ihrer emotionalen Lage im Gespräch überzeugen zu können. Tatsächlich nähern sich Karli und Sam in der darauffolgenden Konfrontation in ihren Standpunkten aneinander an, möchten beide doch nur eine bessere Welt. Walker unterbricht die Situation jedoch und greift die Flag Smashers an. Nachdem Karli daraufhin von Zemo angeschossen wird, zertritt Zemo die verstreuten, restlichen Dosen des Super-Soldatenserums. Einzig Walker kann nach Karlis Flucht unbemerkt eine Dosis entwenden. Im Anschluss wird die Gruppe von den Dora Milaje aufgesucht, wobei Walker einen Kampf auslöst, in dessen Verlauf Zemo flüchtet. Die Dora Milaje rund um Ayo ziehen sich daraufhin zurück, während Walker an sich zu zweifeln beginnt, da er im Kampf von normalen Menschen besiegt wurde. Die Flag Smashers verfolgen gleichzeitig das Ziel, ihre Widersacher zu schwächen, indem sie sie voneinander trennen. Als Hoskins im Kampf von einem Super-Soldaten getötet wird, richtet Walker einen der Flag Smasher öffentlich hin. |                           |                             |                      |                                 |
| 5 | Wahrheit                  | Truth                       | 16. Apr. 2021        | Dalan Musson                    |
| Sam und Bucky konfrontieren Walker mit dessen Tat und fordern ihn auf, ihnen den Schild zu übergeben. Als Walker die Rolle des Captain America für sich proklamiert, kommt es zum Kampf, in dem Walker aufgrund der vorherigen Einnahme des Super-Soldatenserums die Überhand behält. Mit vereinten Kräften können Sam und Bucky schließlich Walker überwältigen und ihm den Schild abnehmen. Walker wird wenig später in den Vereinigten Staaten von der Regierung aufgrund seiner Tat aus allen offiziellen Funktionen unehrenhaft entlassen, allerdings von der ihm unbekannten Valentina Allegra de Fontaine kontaktiert, die Interesse an seinen Fähigkeiten zeigt. Währenddessen trennen sich die Wege von Bucky und Sam vorerst. Bucky reist zu einer Gedenkstätte nach Sokovia, wo er auf Zemo trifft und diesen den Wakandanern übergibt. Sam sucht derweil Isaiah Bradley auf, der ihm ausführlich von seiner geheim gehaltenen Vergangenheit als schwarzer Super-Soldat der US-Regierung berichtet. Da Sam zu zweifeln beginnt, ob es überhaupt einen schwarzen Captain America geben könne, kehrt er vorerst in seine Heimatstadt zu seiner Schwester zurück. Dort mobilisiert er Nachbarn, um das verfallene Fischerboot der Familie zu renovieren. Auch Bucky taucht auf, hilft bei den Arbeiten und spricht sich mit Sam aus. Aus den Gesprächen schöpft Sam schließlich seine Entschlossenheit, der neue Captain America zu werden, während Bucky erkennt, dass er den Leuten, denen er als Winter Soldier geschadet hat, die Wahrheit erzählen muss, um ihnen wirklich zu helfen. In New York City mobilisieren die Flag Smashers rund um Karli unterdessen ihre Anhänger, um einen finalen Schlag gegen das „Global Repatriation Council“, das den Wiederaufbau und die Zwangsumsiedlungen der Welt überwachen und koordinieren soll, auszuführen. Dabei bekommen sie auch von Georges Batroc Unterstützung, der von Sharon Carter geschickt wurde und es auf Sam abgesehen hat. |                           |                             |                      |                                 |
| 6 | Eine Welt, alle geeint    | One World, One People       | 23. Apr. 2021        | Malcolm Spellman & Josef Sawyer |
| Als das GRC angegriffen wird, werden dessen Mitglieder von der Polizei evakuiert. Die Flag Smashers haben sich dabei unter die Einsatzkräfte gemischt und wollen hochrangige Funktionäre als Geiseln nehmen, um ihre Forderung nach einer geeinten Welt zu erzwingen. Sam erscheint als neuer Captain America mit dem Schild und seinen Flügeln am Einsatzort und stellt sich zunächst Georges Batroc, bevor er einen Hubschrauber mit Politikern retten muss. Währenddessen verfolgt Bucky Bodeneinheiten der Flag Smashers rund um Karli Morgenthau und bekommt dabei Unterstützung von der illegal aus Madripoor eingereisten Sharon Carter. Auch der mit einem selbstgebauten Schild ausgestattete John Walker erscheint und schließt sich dem Kampf gegen Karli an. Als ein Auto mit GRC-Funktionären mehrere Meter in die Tiefe zu stürzen droht, retten Walker und Sam die Menschen, anstatt Karli nachzujagen. Sam, Bucky und Walker verfolgen im Anschluss die flüchtenden Attentäter. Als diese sich aufteilen, trennt sich auch das Trio. Daraufhin kommt es zu einer Konfrontation zwischen Karli und Sharon, wobei sich herausstellt, dass Sharon die als „Power Broker“ bekannte Person ist. Auch der von Sharon engagierte Batroc erscheint und erhält den Auftrag, Karli auszuschalten. Da Batroc nun jedoch weiß, um wen es sich bei seiner Auftraggeberin handelt, fordert er eine höhere Bezahlung, weshalb er von Sharon erschossen wird. Diese wurde wiederum von Karli angeschossen, doch Sam erscheint und stellt sich der Anführerin der Flag Smasher. Als Karli die Überhand gewinnt und kurz davor ist, auf den neuen Captain America zu schießen, wird sie selbst von Sharon erschossen. Ihre Gefolgsmänner werden unterdessen von Bucky und Walker verfolgt, gestellt und der Polizei übergeben. Sam sucht daraufhin das Gespräch mit hochrangigen GRC-Funktionären und kann sie in der Diskussion davon überzeugen, die geplanten Gesetze nicht zu verabschieden. Dabei stellt er klar, die Methoden von Karli nicht zu billigen, ihre Ansichten aber durchaus zu verstehen. Wenig später sucht Bucky Yori auf und gesteht ihm, dass er der Mörder seines Sohnes ist, wodurch er endlich mit seiner Vergangenheit abschließen kann. Danach hinterlässt er seiner Psychologin eine Nachricht, in der er sich bei ihr bedankt und angibt, ihre Hilfe jetzt nicht mehr zu brauchen. Er verlässt New York City und zieht zu Sam nach Louisiana. Sam sucht hingegen Isaiah Bradley und nimmt ihn in das Captain-America-Museum mit. Dort zeigt er dem Korea-Veteranen, dass eine Sonderausstellung für diesen eröffnet wurde, um seine Verdienste für sein Land zu würdigen, in der auch eine Statue von Isaiah Bradley steht. Daraufhin umarmt Isaiah Bradley Sam Wilson berührt und bedankt sich bei ihm. John Walker erhält gleichzeitig von Valentina Allegra de Fontaine einen neuen Anzug und den Titel „U.S. Agent“. Sharon Carter wird von der US-Regierung begnadigt und erhält ihre Arbeitsstelle bei der CIA zurück, plant allerdings insgeheim, zukünftig Staatsgeheimnisse zu verkaufen. Im Abspann trägt die Serie den modifizierten Titel „Captain America and the Winter Soldier“. |                           |                             |                      |                                 |

## Rezeption

### Zugriffszahlen
Nach Veröffentlichung der ersten Folge vermeldete Disney+, dass The Falcon and the Winter Soldier bezogen auf das Startwochenende die meistgesehene Serienpremiere des Streamingdienstes war. Der US-amerikanische Anbieter Samba TV, der die Einschaltquoten von Fernsehserien auf Smart-TVs auswertet, führte dazu aus, mindestens 1,7 Millionen US-Haushalte hätten in diesem Zeitraum mindestens fünf Minuten der Serie gesehen, rund 100.000 mehr als bei WandaVision. Der Anbieter Reelgood verzeichnete hingegen niedrigere Zugriffszahlen im Vergleich zu WandaVision, weshalb Kritik an Disney+ aufgrund fehlender Transparenz und des Geheimhaltens konkreter Zahlen aufkam. Die US-amerikanischen Nielsen Ratings gaben an, dass die erste Folge innerhalb von sieben Tagen mit 495 Millionen geschauten Minuten rund 9,9 Millionen Haushalte erreichen konnten, womit The Falcon and the Winter Soldier den siebten Platz der plattformübergreifenden Wochen-Charts belegte.
Im Zuge der Veröffentlichung der fünften Folge konnte The Falcon and the Winter Soldier erstmals die Spitzenposition der wöchentlichen Nielsen-Streaming-Rankings erreichen, wodurch die Serie die in diesem Zeitraum meistgestreamte Produktion in den Vereinigten Staaten war. Laut einer Hochrechnung durch TVision war The Falcon and the Winter Soldier plattformübergreifend im März 2021 die zweistmeistgesehene und im Folgemonat die meistgesehene Serie in den Vereinigten Staaten, wobei sie rund 40-mal häufiger als die durchschnittliche SVOD-Veröffentlichung abgerufen wurde.

### Kritiken
Rotten-Tomatoes-Werte der einzelnen Folgen
(Stand: 18. März 2022)
Bei Rotten Tomatoes konnte The Falcon and the Winter Soldier 87 % der 330 gelisteten Kritiker überzeugen und bekam dabei eine durchschnittliche Bewertung von rund 7,4 aus 10 Punkten. Als zusammenfassendes Fazit zieht die Website, die Serie erweise sich mit ihrer Blockbuster-Action, der geschickten Charakterentwicklungen und Beziehung der Hauptfiguren, einer weltumspannenden Intrige und ausgereiften Gesellschaftskommentaren als würdiges Erbe von Captain Americas Vermächtnis. Auf Metacritic erhielt The Falcon and the Winter Soldier basierend auf 32 Kritiken  einen Metascore von 74 von 100 möglichen Punkten.

### Auszeichnungen (Auswahl)
The Falcon and the Winter Soldier wurde für mindestens 42 Preise nominiert, darunter fünf Emmy- und eine Screen-Actors-Guild-Awards-Nominierung. Von diesen konnte die Serie zwei Auszeichnungen im Rahmen der MTV Movie & TV Awards 2021 gewinnen. Die folgende Auflistung enthält eine Auswahl der bekanntesten Preisverleihungen.
Black Reel Awards 2021
- Nominierung als Beste Dramaserie
- Nominierung als Bester Schauspieler in einer Dramaserie (Anthony Mackie)
- Nominierung für das Beste Drehbuch einer Dramaserie (Malcolm Spellman, Folge Eine neue Welt)
- Nominierung als Bester Gastdarsteller in einer Dramaserie (Carl Lumbly)
- Nominierung als Beste Gastdarstellerin in einer Dramaserie (Florence Kasumba)[52]

Critics’ Choice Super Awards 2022
- Nominierung als Bester Schauspieler in einer Superheldenserie (Anthony Mackie)[53]

MTV Movie & TV Awards 2021
- Auszeichnung als Bester Held (Anthony Mackie)
- Auszeichnung als Bestes Duo (Anthony Mackie & Sebastian Stan)[54]

NAACP Image Awards 2022
- Nominierung für das Beste Drehbuch einer Dramaserie (Malcolm Spellman, Folge Eine neue Welt)[55]

People’s Choice Awards 2021
- Nominierung als Beste Science-Fiction- oder Fantasyserie
- Nominierung als Bester Fernsehdarsteller (Anthony Mackie)[56]

Primetime-Emmy-Verleihung 2021
- Nominierung als Bester Gastdarsteller in einer Dramaserie (Don Cheadle)
- Nominierung für den Besten Tonschnitt in einer Comedy- oder Dramaserie (u. a. Matthew Wood & Bonnie Wild, Folge Eine Welt, alle geeint)
- Nominierung für die Besten visuellen Effekte (u. a. Eric Leven)
- Nominierung für die Beste Stuntkoordination (Hank Amos & Dave Macomber)
- Nominierung für die Besten Stuntdarbietungen (John Nania, Aaron Toney & Justin Eaton, Folge Wahrheit)[57]

Screen Actors Guild Awards 2022
- Nominierung als Beste Stuntensemble in einer Comedy- oder Dramaserie[58]

VES Awards 2022
- Nominierung für das Beste Compositing und die beste Beleuchtung in einer Fernsehserie (Nathan Abbot, Beck Veitch, Markus Reithoffer & James Aldous, Folge Eine neue Welt)[59]

## Fortsetzung
Am 23. April 2021, dem Veröffentlichungstag der finalen Folge von The Falcon and the Winter Soldier, wurde die Arbeit an einem vierten Captain-America-Film bekannt. Das Drehbuch soll von Malcolm Spellman und Dalan Musson geschrieben werden, die beide als Autoren bereits an The Falcon and the Winter Soldier mitwirkten. Captain-America-Darsteller Anthony Mackie schloss im August 2021 einen Vertrag über sein Mitwirken im Film ab. Im November desselben Jahres äußerte sich Marvel-Studios-Produzent Nate Moore, der vierte Captain-America-Film werde sich grundlegend von den drei Vorgängerfilmen mit Chris Evans unterscheiden, da Steve Rogers und Sam Wilson zwei unterschiedliche Charaktere seien und daher andere Themen in den Fokus rücken würden. Auf der San Diego Comic-Con 2022 wurde Captain America: New World Order für den 3. Mai 2024 angekündigt, ehe der Kinostart auf den 14. Februar 2025 verschoben wurde.